# Shirgjan
Shirgjan es una localidad albanesa del condado de Elbasan. Se encuentra situada en el centro del país y desde 2015 está constituida como una unidad administrativa del municipio de Elbasan. A finales de 2011, el territorio de la actual unidad administrativa tenía 7307 habitantes.
La unidad administrativa incluye los pueblos de Bathes, Bujqes, Jagodine, Kuqan, Kryezjarr, Mjekes y Shirgjan.
Se ubica en el cruce de las carreteras SH70 y SH71, unos 5 km al suroeste de la capital municipal Elbasan.